# زبان خاسی
زبان خاسی یا زبان کهاسی یا زبان خسی (Ka Ktien Khasi) یک زبان آسترونزیایی است که بیشتر در ایالت مگالایا هند توسط کهاسی‌ها گفتگو می‌شود. جمعیت بزرگی از گویشوران این زبان در آسام و بنگلادش نیز می‌زیند. کهاسی به زبان‌های خمر، پالائونگ، ویتنامی و مون در جنوب شرق آسیا و شاخه‌های موندا و نیکوباری به ترتیب در شرق هند مرکزی و در جزایر نیکوبار مرتبط است.